# Kiltejaure
Kiltejaure är en sjö i Gällivare kommun i Lappland och ingår i Råneälvens huvudavrinningsområde. Sjön har en area på 0,216 kvadratkilometer och ligger 443,1 meter över havet.

## Delavrinningsområde
Kiltejaure ingår i det delavrinningsområde (743173-170925) som SMHI kallar för Utloppet av Råneträsket. Medelhöjden är 394 meter över havet och ytan är 65,41 kvadratkilometer. Räknas de 8 avrinningsområdena uppströms in blir den ackumulerade arean 209,45 kvadratkilometer. Avrinningsområdets utflöde Råneälven mynnar i havet. Avrinningsområdet består mestadels av skog (65 procent) och sankmarker (24 procent). Avrinningsområdet har 7,55 kvadratkilometer vattenytor vilket ger det en sjöprocent på 11,5 procent.